# IBM 3270
O IBM 3270 é uma classe de terminal de computador orientado a bloco (às vezes chamado de dispositivos de exibição ) introduzido pela IBM em 1971 normalmente usado para se comunicar com mainframes da IBM . O 3270 foi o sucessor do terminal de exibição IBM 2260 . Devido à cor do texto nos modelos originais, esses terminais são informalmente conhecidos como terminais de tela verde . Ao contrário de um terminal orientado a caracteres , o 3270 minimiza o número de interrupções de E / S necessárias ao transferir grandes blocos de dados conhecidos como fluxos de dados e usa uma interface de comunicação proprietária de alta velocidade, usando o cabo coaxial .
Embora a IBM já não fabrique terminais 3270, o protocolo IBM 3270 ainda é comumente usado através da emulação de terminal para acessar aplicativos baseados em mainframe. Consequentemente, esses aplicativos às vezes são chamados de aplicativos de tela verde . O uso do 3270 está diminuindo lentamente à medida que mais e mais aplicativos de mainframe adquirem interfaces da Web , embora algumas aplicações da Web simplesmente usem a técnica de " raspagem de tela " para capturar telas antigas e transferir os dados para front-ends modernos. .

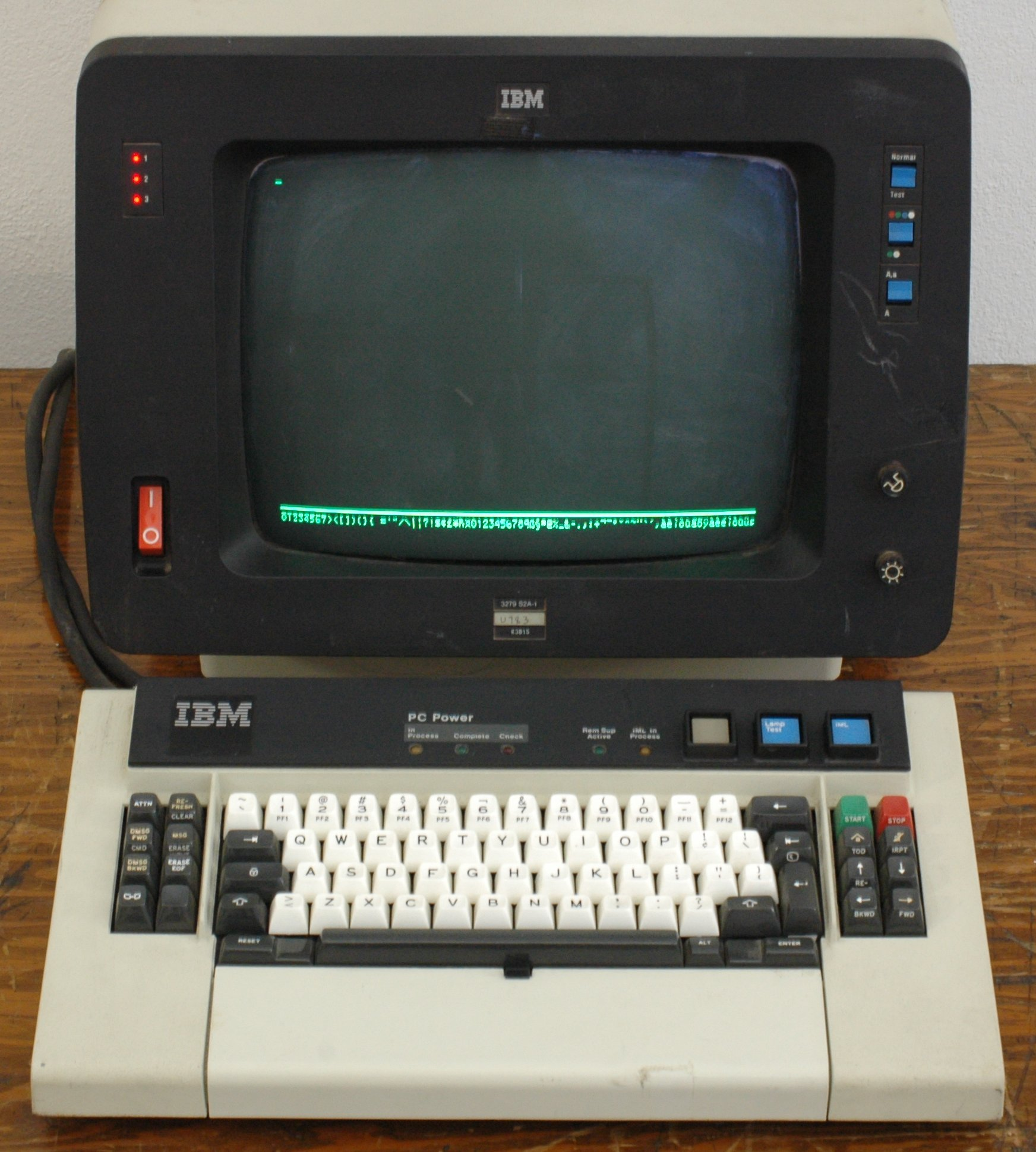
IBM 3279 Colour Display Terminal (1979)